# Costa Rica az 1980. évi nyári olimpiai játékokon
Costa Rica a szovjetunióbeli Moszkvában megrendezett 1980. évi nyári olimpiai játékok egyik részt vevő nemzete volt. Az országot az olimpián 5 sportágban 29 sportoló képviselte, akik érmet nem szereztek.

## Cselgáncs
| Versenyző       | Versenyszám | Csoport | 32-es főtábla              | Nyolcaddöntő                  | Negyeddöntő       | Elődöntő          | Vigaszág negyeddöntő | Vigaszág elődöntő | Bronz- mérkőzés   | Döntő             | Helyezés |
| Versenyző       | Versenyszám | Csoport | Ellenfél Eredmény          | Ellenfél Eredmény             | Ellenfél Eredmény | Ellenfél Eredmény | Ellenfél Eredmény    | Ellenfél Eredmény | Ellenfél Eredmény | Ellenfél Eredmény | Helyezés |
| --------------- | ----------- | ------- | -------------------------- | ----------------------------- | ----------------- | ----------------- | -------------------- | ----------------- | ----------------- | ----------------- | -------- |
| Ronny Sanabria  | Légsúly     | A       | erőnyerő                   | Ko Hjong (Ko Hyong) (PRK) · V | kiesett           | kiesett           |                      |                   |                   |                   | 13.      |
| Alvaro Sanabria | Harmatsúly  | A       | Jaroslav Kříž (TCH) · V    | kiesett                       | kiesett           | kiesett           |                      |                   |                   |                   | 19.      |
| Manuel Chavez   | Könnyűsúly  | B       | Tamaz Namgalauri (URS) · V | kiesett                       | kiesett           | kiesett           |                      |                   |                   |                   | 19.      |

## Íjászat
| Versenyző       | Versenyszám  | 1. forduló | 1. forduló | 2. forduló | 2. forduló | Összesítés | Összesítés |
| Versenyző       | Versenyszám  | Pont       | Hely.      | Pont       | Hely.      | Pont       | Helyezés   |
| --------------- | ------------ | ---------- | ---------- | ---------- | ---------- | ---------- | ---------- |
| Juan José Wedel | Férfi egyéni | 1075       | 35.        | 1071       | 34.        | 2146       | 35.        |
| Jorge Murillo   | Férfi egyéni | 1041       | 36.        | 1086       | 33.        | 2127       | 36.        |

## Labdarúgás
| Costa Rica-i labdarúgócsapat-játékoskeret                                                                                                  | Costa Rica-i labdarúgócsapat-játékoskeret                                                                                         |
| --- | --- |
| - Carlos Jiménez - Carlos Toppings - Dennis Marshall - Francisco Hernández - Herberth Quesada - Javier Masís - Jorge White - Julio Morales | - Luis Fernández - Marvin Obando - Minor Alpízar - Omar Arroyo - Ricardo García - Roger Alvarez - William Avila - Tomas Velásquez |

### Eredmények
Csoportkör
D csoport
| Csapat      | M | Gy | D | V | G+ | G– | Gk | P |
| ----------- | - | -- | - | - | -- | -- | -- | - |
| Jugoszlávia | 3 | 2  | 1 | 0 | 6  | 3  | +3 | 5 |
| Irak        | 3 | 1  | 2 | 0 | 4  | 1  | +3 | 4 |
| Finnország  | 3 | 1  | 1 | 1 | 3  | 2  | +1 | 3 |
| Costa Rica  | 3 | 0  | 0 | 3 | 2  | 9  | –7 | 0 |

| 1980. július 21. 12:00 |

| Irak (IRQ)                       | 3–0               | Costa Rica |
| -------------------------------- | ----------------- | ---------- |
| Basheer 45' Saeed 49' Hassan 75' | (1–0) Jegyzőkönyv |            |

| Republican Stadion, Kijev Játékvezető: Nyirenda Chayu (zambiai) |

| 1980. július 23. 12:00 |

| Jugoszlávia (YUG)                  | 3–2               | Costa Rica           |
| ---------------------------------- | ----------------- | -------------------- |
| Zlatko Vujović 6' 54' Primorac 24' | (2–1) Jegyzőkönyv | White 35' Arroyo 90' |

| Dinamo Stadion, Minszk Játékvezető: Bassey Eyo-Honesty (nigériai) |

| 1980. július 25. 12:00 |

| Finnország (FIN)                | 3–0               | Costa Rica |
| ------------------------------- | ----------------- | ---------- |
| Tissari 18' Alila 58' Soini 88' | (1–0) Jegyzőkönyv |            |

| Republican Stadion, Kijev Játékvezető: Ali Albannai Abdulwahab (kuvaiti) |

| Csapat           | Helyezés |
| ---------------- | -------- |
| Costa Rica (CRC) | 13.      |

## Sportlövészet
Nyílt
| Versenyző         | Versenyszám           | Pont | Helyezés |
| ----------------- | --------------------- | ---- | -------- |
| Marco Hidalgo     | Gyorstüzelő pisztoly  | 579  | 31.      |
| Mariano Lara      | Szabadpisztoly        | 542  | 26.      |
| Rodrigo Ruiz      | Szabadpisztoly        | 512  | 29.      |
| Roger Cartín      | Sportpuska, összetett | 1022 | 39.      |
| Roger Cartín      | Sportpuska, fekvő     | 570  | 53.      |
| Mauricio Alvarado | Sportpuska, fekvő     | 560  | 54.      |
| Mauricio Alvarado | Sportpuska, összetett | 1057 | 38.      |
| Alvaro Guardia    | Skeet                 | 176  | 44.      |

## Úszás
Férfi
| Versenyző      | Versenyszám    | Előfutam | Előfutam | Előfutam | Elődöntő | Elődöntő | Elődöntő | Döntő   | Döntő    |
| Versenyző      | Versenyszám    | Idő      | Hely.    | Össz.    | Idő      | Hely.    | Össz.    | Idő     | Helyezés |
| -------------- | -------------- | -------- | -------- | -------- | -------- | -------- | -------- | ------- | -------- |
| Andrés Aguilar | 200 m mell     | 2:33,19  | 5.       | 17.      |          |          |          | kiesett | kiesett  |
| Andrés Aguilar | 100 m pillangó | 58,35    | 6.       | 25.      | kiesett  | kiesett  | kiesett  | kiesett | kiesett  |
| Andrés Aguilar | 200 m pillangó | 2:07,57  | 5.       | 19.      |          |          |          | kiesett | kiesett  |
| Andrés Aguilar | 400 m vegyes   | 4:41,74  | 5.       | 21.      |          |          |          | kiesett | kiesett  |

Női
| Versenyző   | Versenyszám    | Előfutam | Előfutam | Előfutam | Döntő   | Döntő    |
| Versenyző   | Versenyszám    | Idő      | Hely.    | Össz.    | Idő     | Helyezés |
| ----------- | -------------- | -------- | -------- | -------- | ------- | -------- |
| María París | 100 m gyors    | 1:01,08  | 6.       | 21.      | kiesett | kiesett  |
| María París | 100 m hát      | 1:09,02  | 6.       | 22.      | kiesett | kiesett  |
| María París | 100 m pillangó | 1:02,80  | 2.       | 6.       | 1:02,89 | 7.       |
| María París | 200 m pillangó | 2:21,14  | 6.       | 17.      | kiesett | kiesett  |